# Girma Bèyènè
Girma Bèyènè es un letrista, compositor, arreglista y vocalista popular en Etiopía. Ha realizado arreglos para 65 títulos, superando los 40 de Mulatu Astatke. También ha realizado algunas grabaciones como vocalista, pero principalmente es reconocido y renombrado como pianista y arreglista. Lanzó un nuevo álbum en 2017, parte de la colección Ethiopiques.